# Poetin - choejlo!

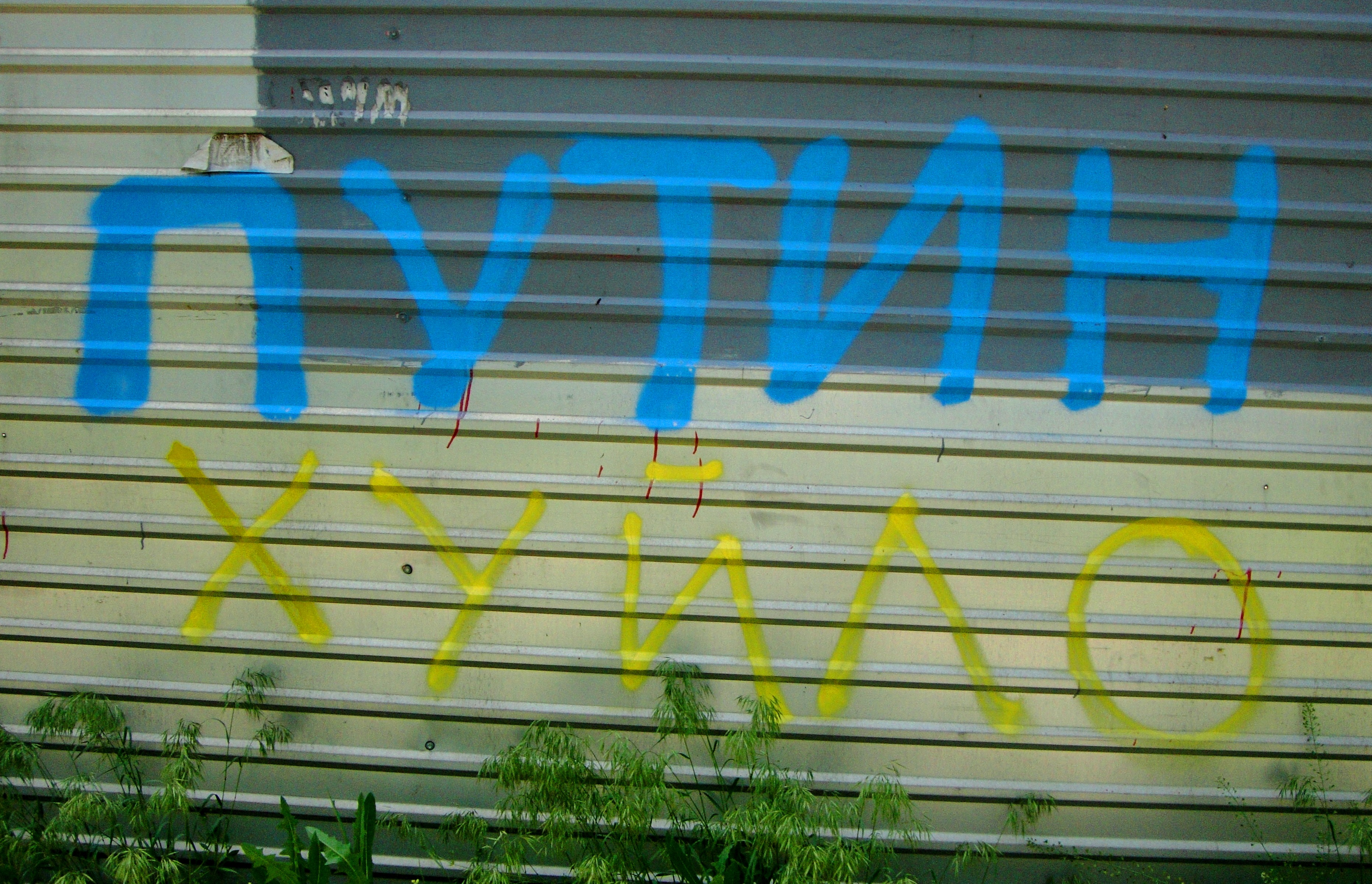
Путин хуйло als graffiti op een muur in Loehansk

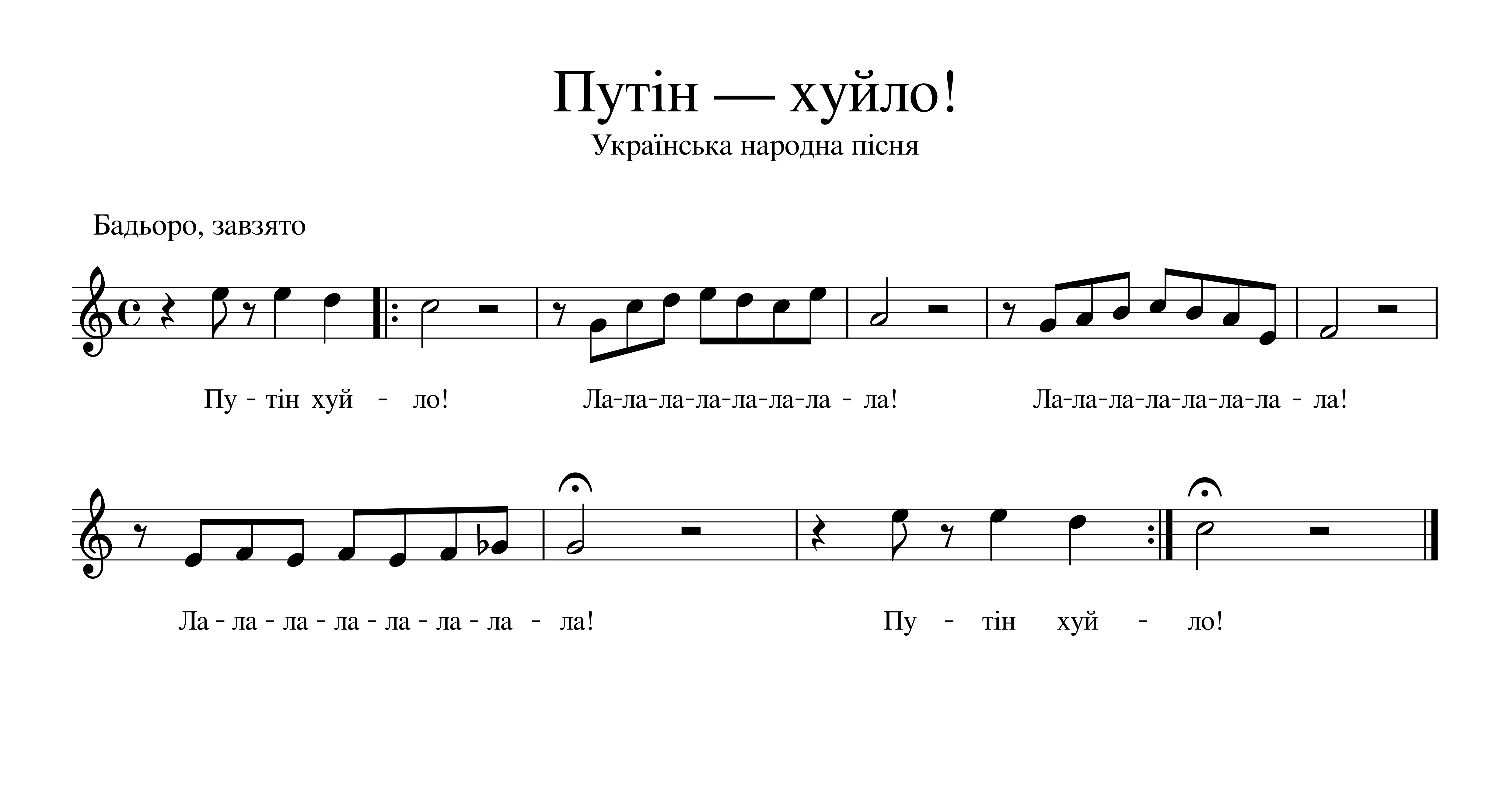
Bladmuziek van het lied, Oekraïense versie

Poetin - choejlo! (Oekraïens: Пу́тін — хуйло́, IPA: [ˈput⁽ʲ⁾in xʊjˈɫɔ]; Russisch: Пу́тин — хуйло́, IPA: [ˈputʲɪn xʊjˈɫo]; gewoonlijk vertaald als: "Poetin is een lul") is een Oekraïens-Russische slogan, frequent gezongen, die de Russische president Vladimir Poetin bespot. De slogan ontstond in 2014 in Oekraïne als een leus die werd geschreeuwd door ultras in spreekkoren van de Oekraïense voetbalclubs Metalist Charkov en FK Sjachtar Donetsk naar aanleiding van de Revolutie van de Waardigheid in februari 2014, die volgde op de Euromaidan-protesten in Kiev. De uitspraak raakte wijdverspreid in Oekraïne onder supporters van Oekraïense soevereiniteit en territoriale integriteit, maar ook in algemenere zin onder tegenstanders van Vladimir Poetin. De uitspraak won nog meer populariteit na de Russische invasie van Oekraïne eind februari 2022.

## Taal en betekenis
De term хуйло komt van het Oekraïens-Russische grondwoord хуй (choej) en betekent letterlijk "lul" in zowel het Oekraïens als het Russisch. In combinatie met de suffix -ло wordt het een scheldwoord met dezelfde strekking. In mei 2014 werd bekend dat Urban Dictionary khuilo, de Engelse transliteratie van хуйло, had opgenomen als synoniem voor 'Vladimir Poetin'. Пу́тін хуйло́ wordt ook vaak afgekort tot ПТН Х̆ЛО (PTN ChLO). Een andere afkorting die veelvuldig wordt gebruikt is ПТН ПНХ (PTN PNCh), wat staat voor Путин, пошёл на хуй (Poetin, posjol na choej), dat wordt vertaald als "Poetin, rot op".

## Internationale ontvangst
In oktober 2014, tijdens een kwalificatiewedstrijd in Barysaw, Wit-Rusland, voor het EK voetbal 2016 zongen veel Wit-Russen, samen met de bezoekende Oekraïense fans, het 'lied'. Volgens verslagen zong bijna het hele stadion het lied. Dit resulteerde in meer dan 100 Oekraïense en 30 Wit-Russische voetbalfans die werden opgepakt en ondervraagd, naar verluidt op verdenking van het gebruik van "obsceen taalgebruik".

## Galerij
- Het lied wordt gezongen door een menigte in het Olympisch Stadion in Kiev voor een Okean Elzy-concert

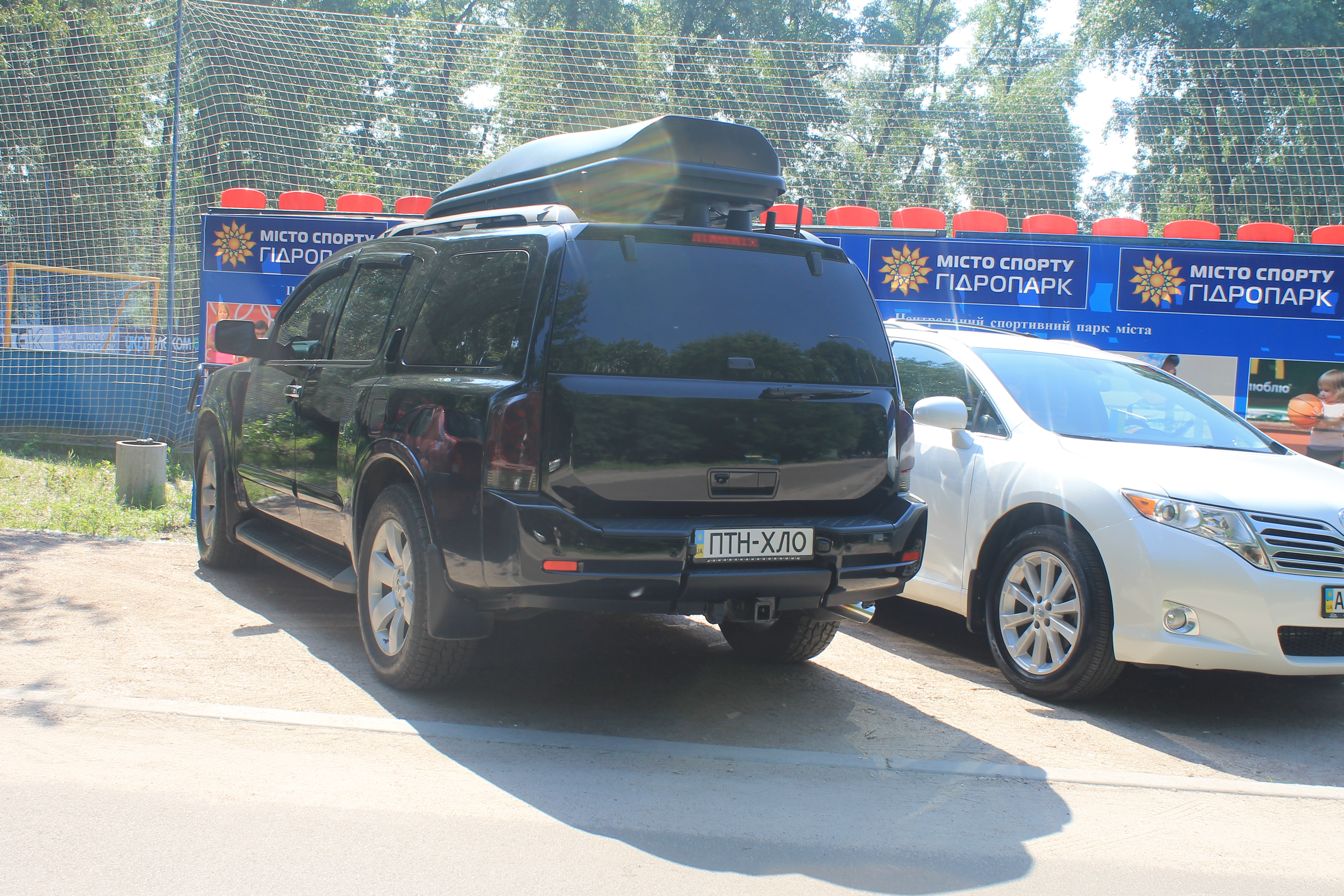
De afkorting ПТН-ХЛО op een auto in Oekraïne
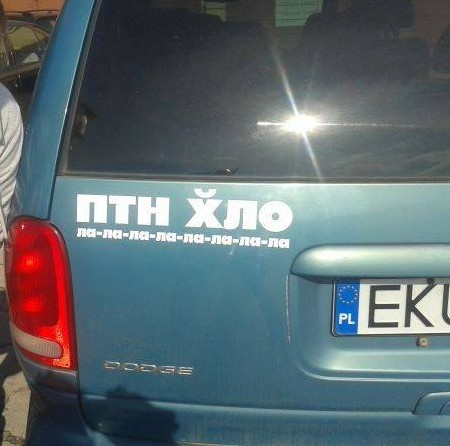
Sticker op een auto in Polen
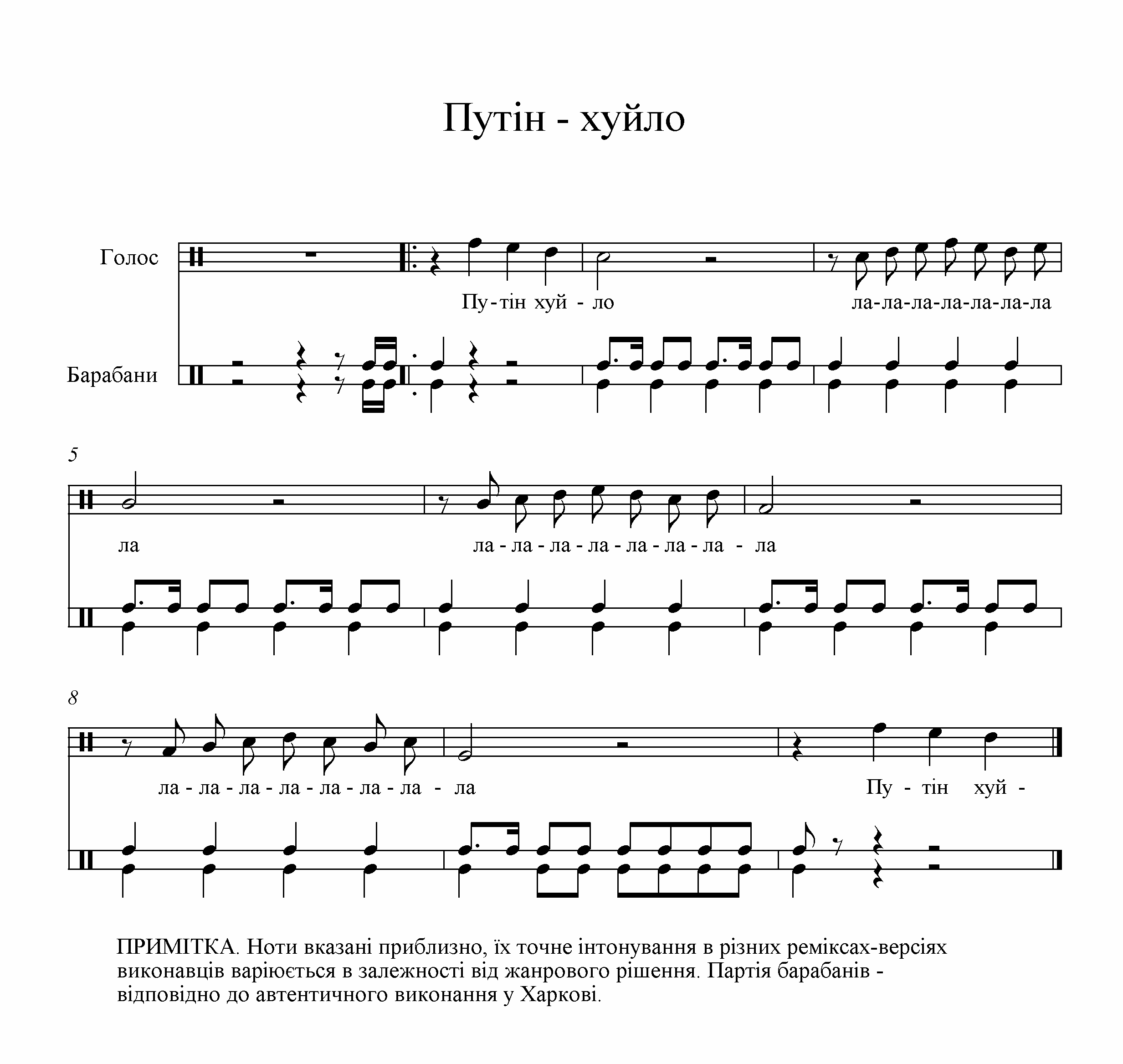
Bladmuziek voor het lied
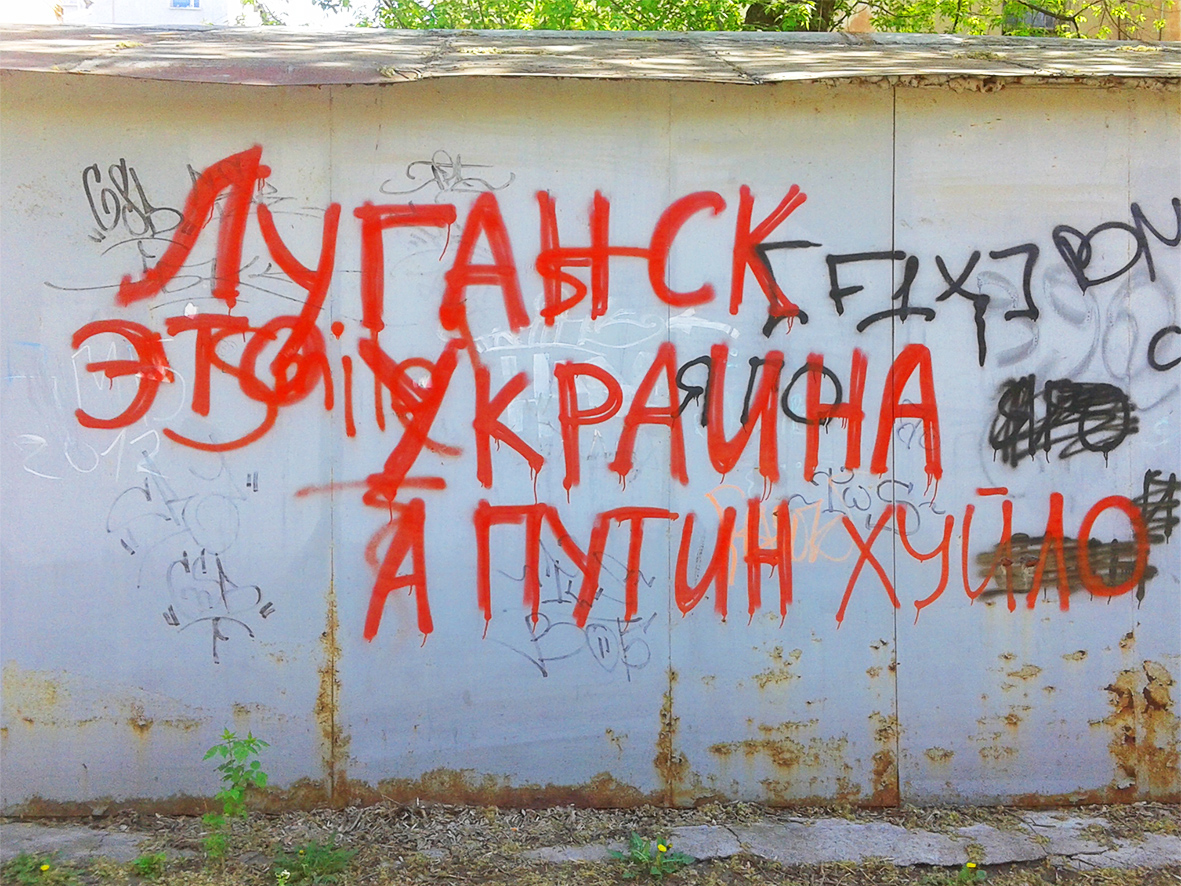
Opschrift op een garage in Loehansk: Loehansk is Oekraïne, en Poetin een eikel
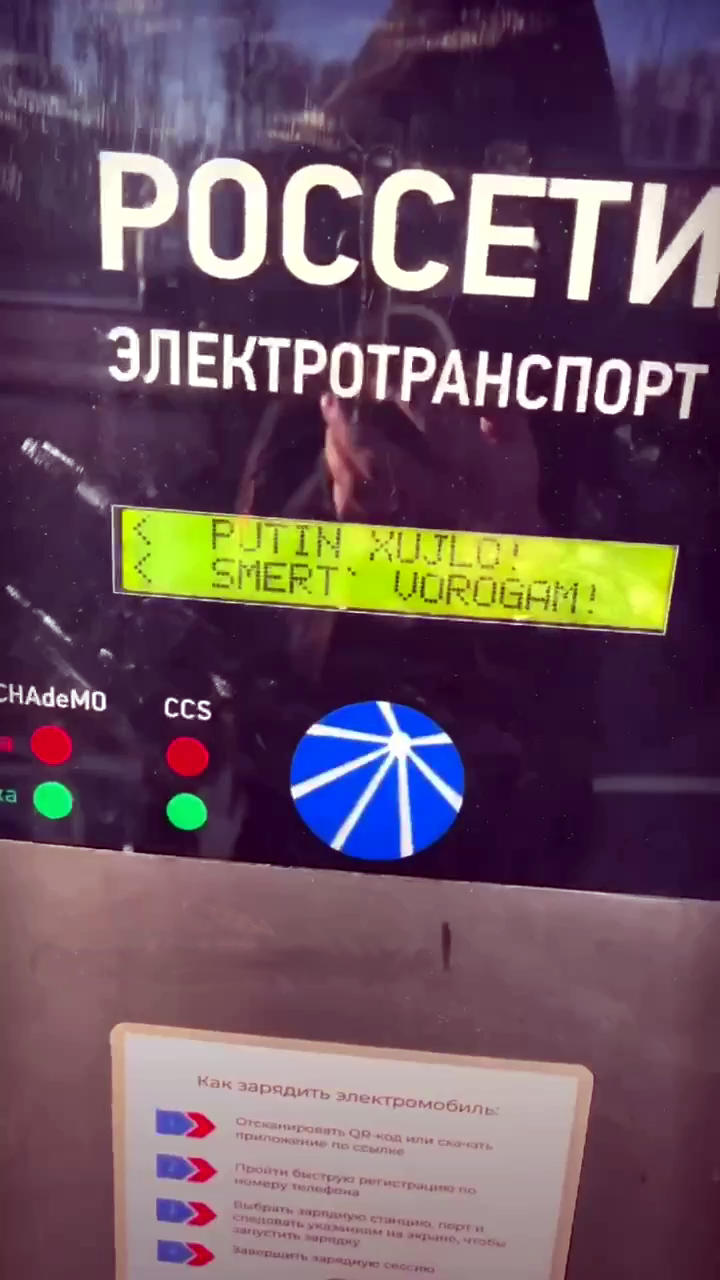
Op de display van een gehackt oplaadstation